# Штои
Штои (хорв. štoji) — одна из групп субэтнической общности градищанских хорватов, населяющая вместе с группой влахов южную часть федеральной земли Бургенланд (Градище) в Австрии, а также западную часть медье Ваш в Венгрии. Наряду со штоями общность градищанцев составляют также группы влахов, хатов, полянцев, долинцев и моравских хорватов. В качестве средства домашнего общения штои обычно используют говоры штокавского наречия, характерной особенностью которых является, в частности, форма местоимения što «что». В область расселения штоев также включаются двенадцать сёл, которые образуют отдельную подгруппу, выделяющуюся по диалектным особенностям — в этих сёлах говорят на чакавском наречии.

## Область расселения
Область расселения штоев охватывает приграничные районы австрийского Бургенланда и венгерского Ваша. К северу от штоев размещена область расселения влахов, к югу находятся селения так называемых южных чакавцев, которых часто включают в группу штоев.
К населённым пунктам штоев в Австрии относят село Цубербах (нем. Zuberbach, хорв. Sabara) общины Вайден-бай-Рехниц, село Мидлингсдорф (нем. Miedlingsdorf, хорв. Milištrof) общины Гроспетерсдорф, сёла Шахендорф (нем. Schachendorf, хорв. Čajta) и Дюрнбах-им-Бургенланд (нем. Dürnbach im Burgenland, хорв. Vincjet) общины Шахендорф, а также общину Шандорф (нем. Schandorf, хорв. Čemba).
К населённым пунктам штоев в Венгрии относят четыре села яраша Сомбатхей: Нарда (венг. Narda, хорв. Narda), Фельшочатар (венг. Felsőcsatár, хорв. Gornji Četar), Сентпетерфа (венг. Szentpéterfa, хорв. Petrovo Selo) и Хорватлово (венг. Horvátlövő, хорв. Hrvatske Šice).
В трёх населённых пунктах проживает смешанное штокавско-чакавское население — в Хармише (нем. Harmisch) общины Кофидиш, в Санкт-Катрайн-им-Бургенланд (нем. St. Kathrein im Burgenland, хорв. Katalena) общины Дойч-Шютцен-Айзенберг и в Кроатиш-Эренсдорф (нем. Kroatisch Ehrensdorf, хорв. Hrvatski Hašaš) общины Эберау.
В двенадцати сёлах живут чакавоязычные штои (или южные чакавцы) — в общинах Хаккерберг (нем. Hackerberg, хорв. Stinjački Vrh), Штинац (нем. Stinatz, хорв. Stinjaki), Штегерсбах (нем. Stegersbach, хорв. Santalek), Хойграбен (нем. Heugraben, хорв. Žarnovica), в селе Айзенхюттль (нем. Eisenhüttl, хорв. Jezerjani) общины Кукмирн, в селе Реграбен (нем. Rehgraben, хорв. Prašcevo) общины Герерсдорф-Зульц, в общинах Нойберг-им-Бургенланд (нем. Neuberg im Burgenland, хорв. Nova Gora), Гюттенбах (нем. Güttenbach, хорв.  Pinkovac), в сёлах Кроатиш-Чанчендорф (нем. Kroatisch Tschantschendorf, хорв. Hrvatska Cenca) и Хазендорф-им-Бургенланд (нем. Hasendorf im Burgenland, хорв. Zajcje Selo) общины Тобай, в общине Гросмюрбиш (нем. Großmürbisch, хорв. Veliki Medveš) и в селе Райнерсдорф (нем. Reinersdorf, хорв. Žamar) общины Хайлигенбрунн.

## Происхождение и история
Группа штоев, как и остальные группы градищанцев, сложилась в XVI веке в результате миграций части хорватского населения из Центральной Хорватии и Северо-восточной Боснии в опустевшие после турецкого вторжения земли Западной Венгрии (современный австрийский Бургенланд). Вероятнее всего, изначально предки штоев населяли в Хорватии регион между реками Уна и Сава в месте их слияния, а предки южных чакавцев жили по среднему течению Уны примерно от современного города Бихача до города Двора. Важную роль при переселении штоев сыграли крупные землевладельцы, перевозившие подданных им хорватских крестьян на свои новые земли (известны случаи, когда крестьяне переселялись в Бургенланд целыми сёлами). По предположению историков, таким образом было заселено местечко около Гюссинга — хорватское село Пинковац (Гюттенбах). Предками жителей Пинковаца были наиболее бедные крестьяне Западной Славонии и Хорватии, которых Франьо Батчана (Баттьяни), представитель рода Баттьяни, переселил в Западную Венгрию в 1539 году.
После вступления в 1921 году Трианонского мирного договора область расселения штоев оказалась разделена между двумя государствами — бо́льшая часть оказалась в Австрии, меньшая часть — в Венгрии. Несмотря на то, что земли штоев разделили государственные границы, тесные бытовые, хозяйственные и культурные связи штоев не прекратились. Так, например, активно в настоящее время поддерживаются связи между австрийским селом Чемба (Шандорф) и венгерским селом Нарда, между австрийским селом Пинковац (Гюттенбах) и венгерским селом Петрово-Село (Сентпетерфа).

## Язык
Основным признаком, по которому штои выделяются среди остальных градищанских хорватов, являются диалектные особенности. Штои используют в быту говоры штокавского наречия, в то время как бо́льшая часть градищанских хорватов говорит на чакавском наречии. На штокавском говорят также соседи штоев влахи. Причём в говорах влахов отмечается самое большое число штокавских диалектных черт, в то время как у штоев, хотя они также последовательно говорят на «штокавщине» (što «што»; zašto, pošto «почему»…), встречаются в говорах и чакавские особенности из числа тех, что распространены у чакавцев Бургенланда. В говорах штоев распространён икавский тип произношения. Для говоров южных сёл, как и для говоров остальных штоев, характерно наличие формы местоимения što, а не ča, как в чакавском наречии, тем не менее, по всем остальным признакам их говоры можно рассматривать как чакавские. В целом для южных чакавцев характерны достаточно тесные связи с носителями остальных чакавских говоров Бургенланда. Наиболее обособлен среди говоров южных сёл говор села Стиняки (Штинаца), в котором отмечаются архаичные черты в области фонетики.